# Rödbrun blankbock
Rödbrun blankbock (Obrium brunneum) är en skalbaggsart som först beskrevs av Fabricius 1793.  Rödbrun blankbock ingår i släktet Obrium och familjen långhorningar.
Artens utbredningsområde är:
- Luxemburg.
- Frankrike.
- Ukraina.

Enligt den svenska rödlistan är arten nära hotad i Sverige. Arten förekommer i Götaland, Gotland och Öland. Artens livsmiljö är skogslandskap, jordbrukslandskap, stadsmiljö. Inga underarter finns listade i Catalogue of Life.

## Bildgalleri

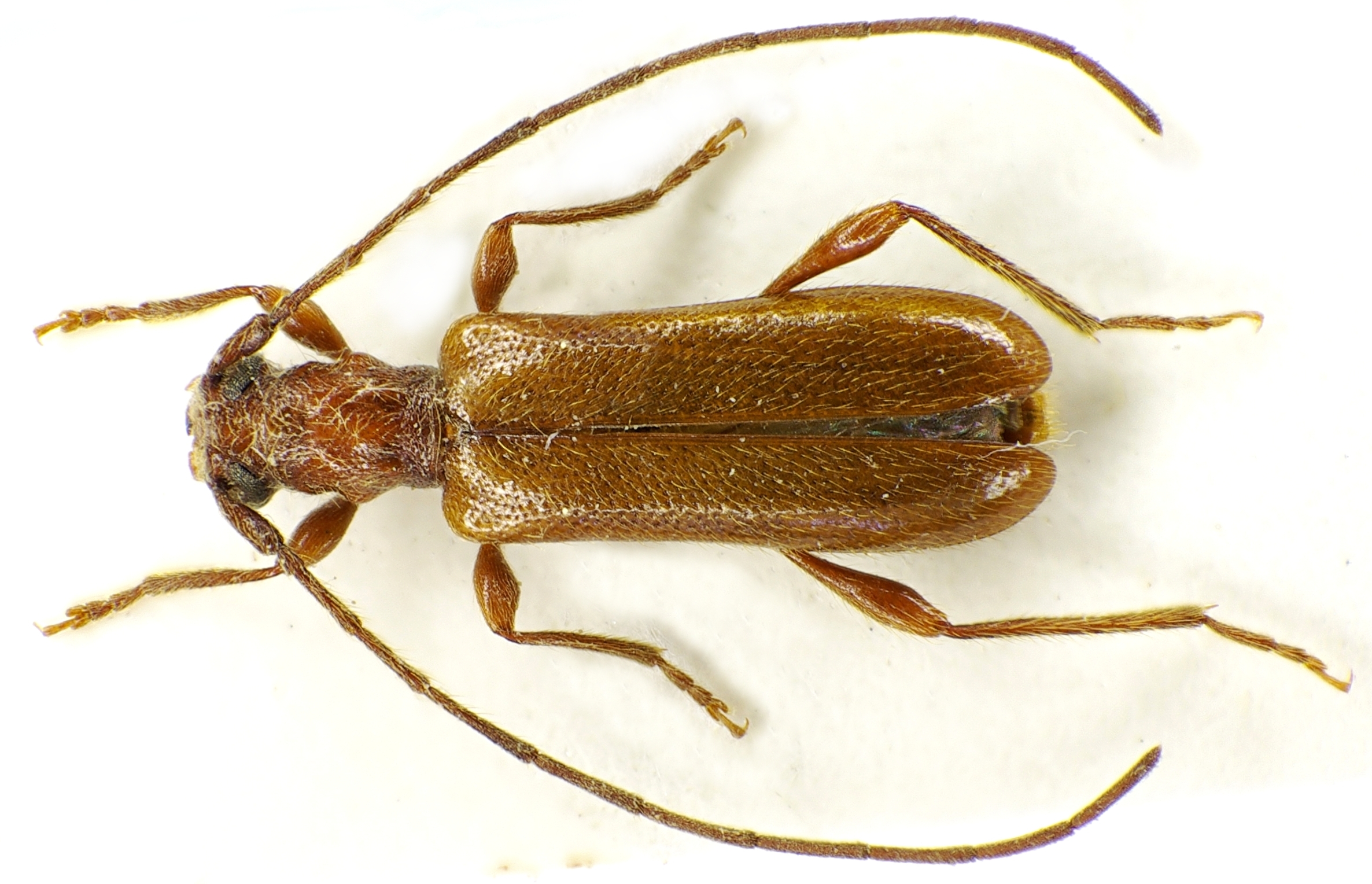
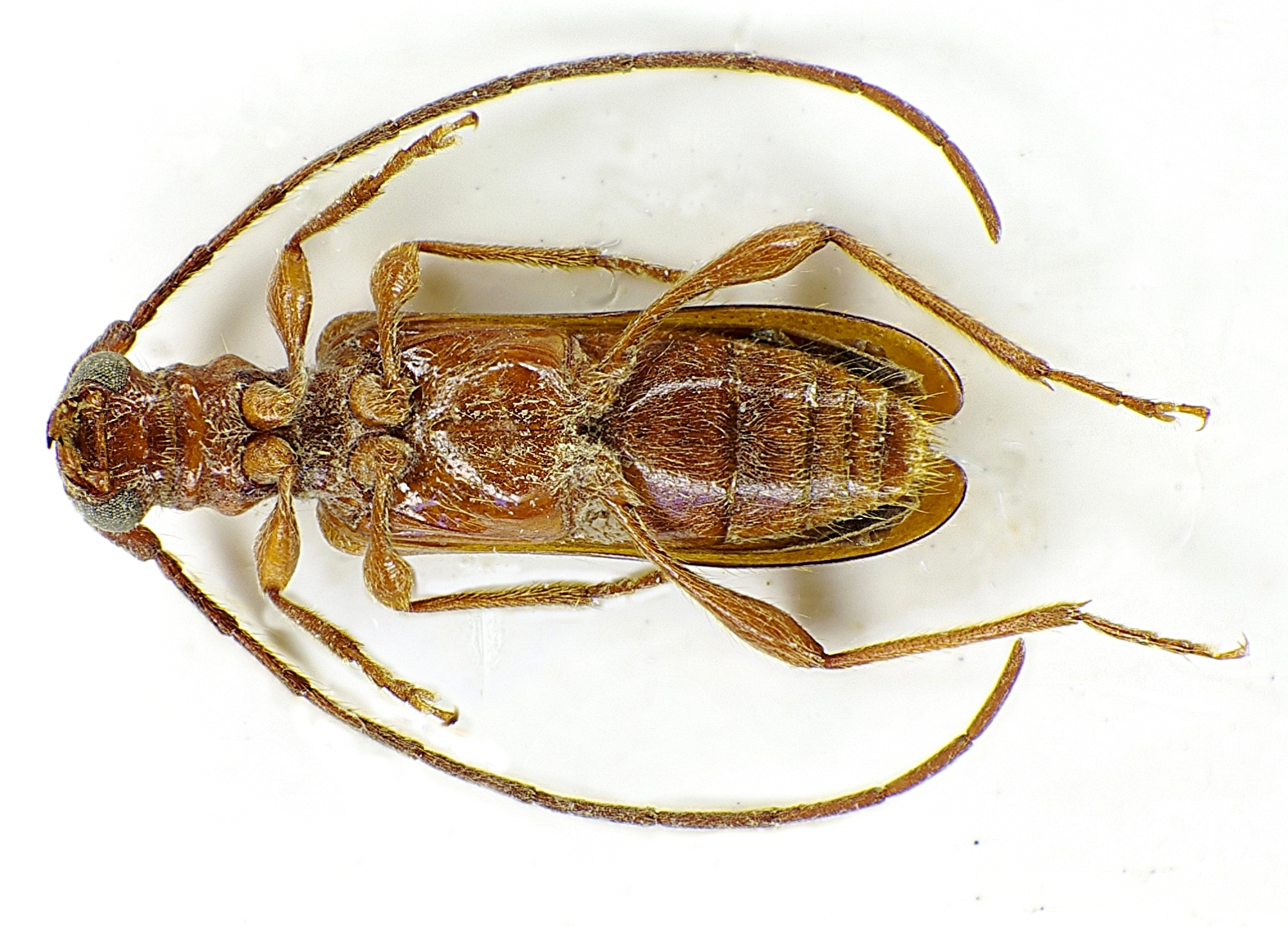
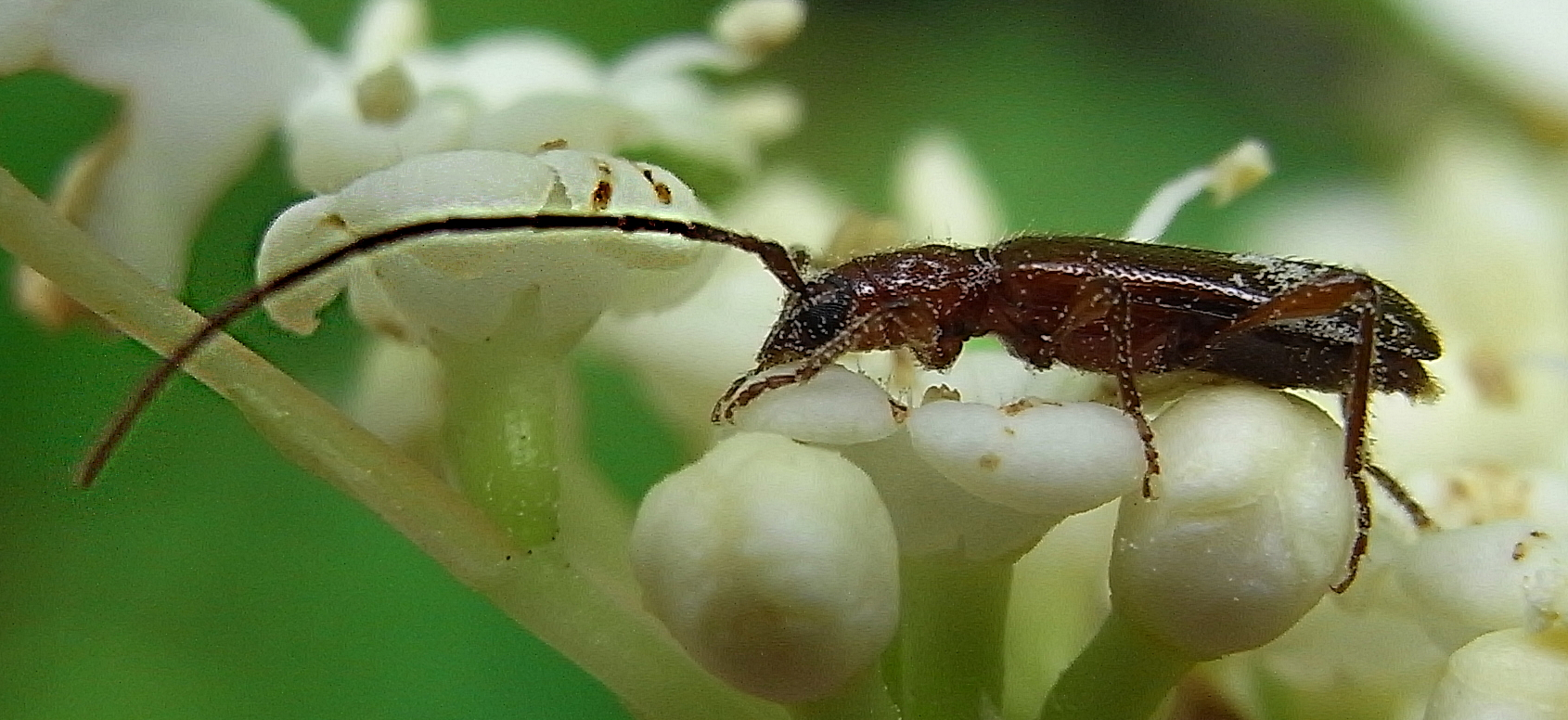
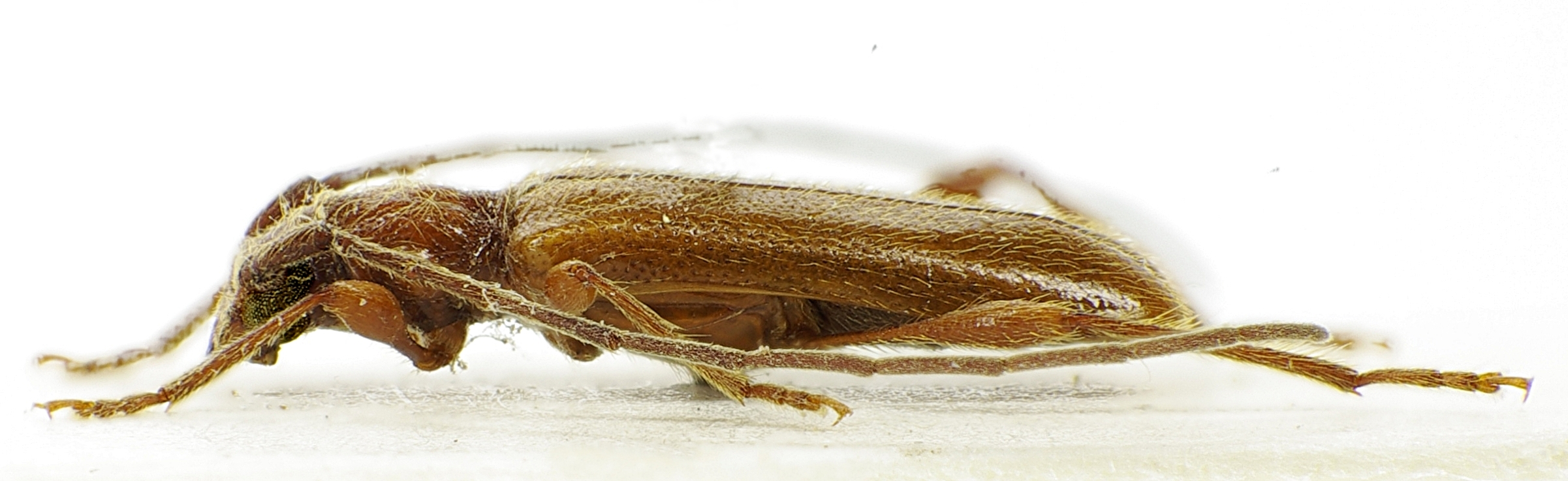
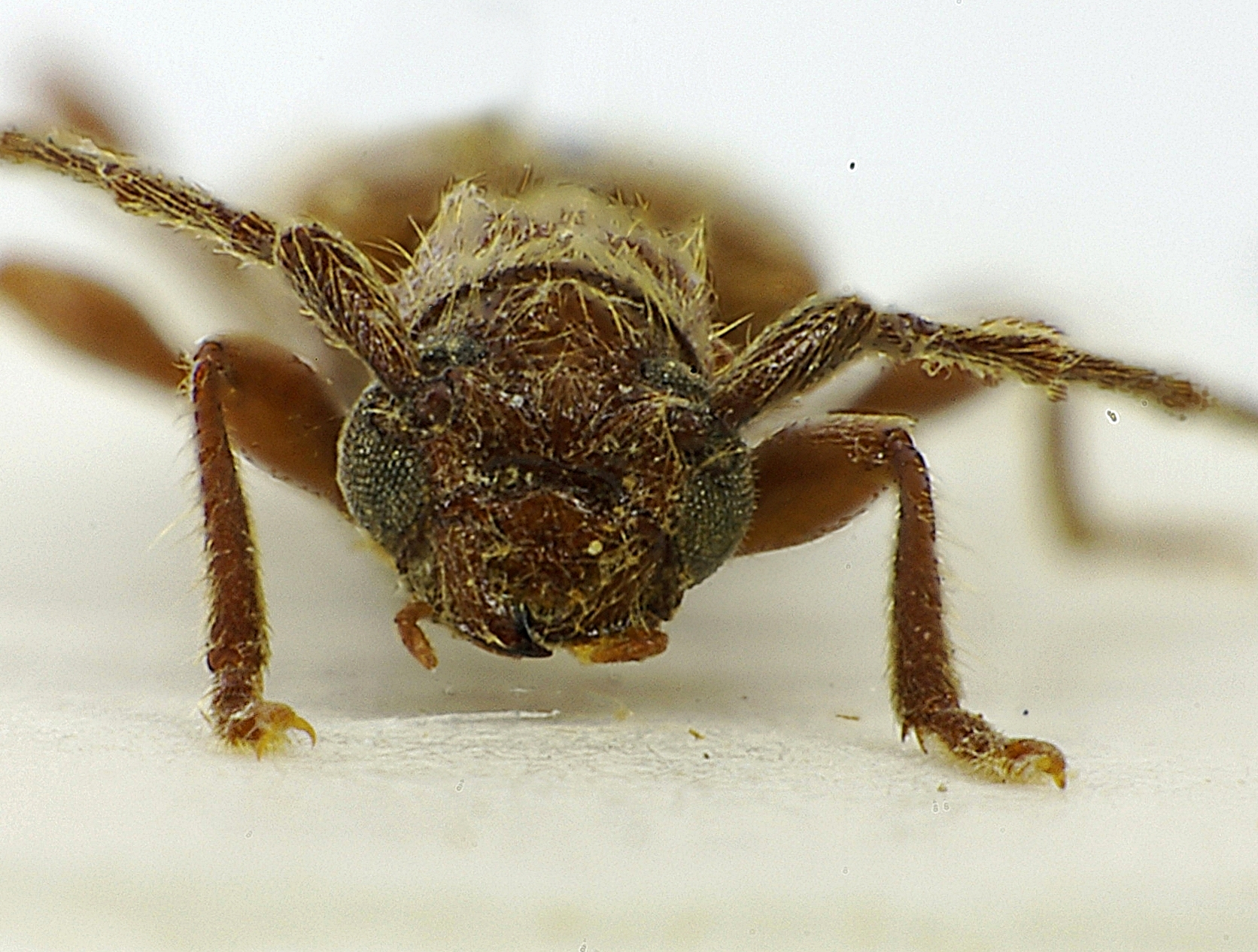
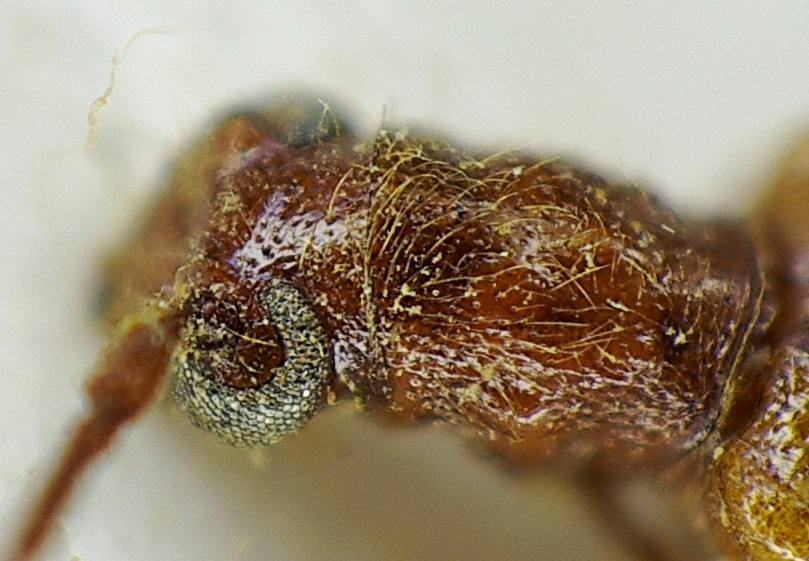